# Bandera de Uganda
La bandera nacional de Uganda fue adoptada en 1962. La bandera nacional consta de seis franjas horizontales alternadas de negro, amarillo y rojo, con un disco blanco central en el cual se encuentra una grulla. El pabellón tiene una anchura a la proporción de longitud de 2 a 3. 
Buganda, uno de los reinos de Uganda, es uno de los pocos estados africanos que tiene una bandera nacional propia; sin embargo, para evitar la utilización de cualquier bandera, símbolo, o tótem asociados a una determinada zona, los británicos seleccionaron una grulla de cresta (ave nacional) como "tarjeta de identificación" para su uso por los británicos durante su dominio en este país y en otras banderas oficiales de Uganda.

## Banderas históricas

Bandera del Protectorado de Uganda (1914-1962)
Estandarte del Gobernador del Protectorado de Uganda (1914-1962)
Bandera provisional de Uganda entre marzo de 1962 - 9 de octubre de 1962.

- Datos: Q103037
- Multimedia: National flag of Uganda / Q103037